# Brian Dorton
Brian Michael Dorton est un acteur et cinéaste américain né le 12 juillet 1975 à Louisville, Kentucky. Il est surtout connu pour avoir produit Trashology (2012), The Horror Network (2015) et Crazy Fat Ethel (2016), un remake du film culte Criminally Insane (en) (1975).

## Filmographie

### Acteur
- 2010 : Sex, Lies, and Melissa (court métrage) : l’homme qui passe des appels obscènes
- 2011 : Kill Cecile (court métrage) : Katrina Lizhope
- 2011 : Doll Parts (court métrage) : Paul
- 2012 : Theatre of the Deranged : Paul (segment "Doll Parts")
- 2012 : Trashology : Katrina Lizhope / Michael
- 2013 : The Deviant One (court métrage) : Le Déviant
- 2014 : Tales of Poe : invité au mariage
- 2015 : The Horror Network Vol. 1 : Le Déviant (segment "The Deviant One")
- 2015 : Preexisting Conditions : Katrina Lizhope / Kinky Lovers
- 2016 : Crazy Fat Ethel : Oncle Joe / cochon masqué
- 2018 : Killer Inside : Memorial Attendee (non crédité)
- 2020 : Truly, Madly : Geena McMillian
- 2021 : An Extremely Uncommon Set of Circumstances : Katrina Lizhope
- 2022 : Deadly Dealings : Warren
- 2022 : Secrets of the Witch (court métrage) : participant au bûcher
- 2024: Early Morning Calm: Bo
- 2025: Monsters with Pretty Faces: Seth
- 2026: Gayly Forward: Bradley

### Scénariste
- 2009 : Smokers Anonymous (court métrage)
- 2010 : Sex, Lies, and Melissa (court métrage)
- 2011 : Kill Cecile (court métrage)
- 2011 : Doll Parts (court métrage)
- 2012 : Theatre of the Deranged (segment Doll Parts)
- 2012 : Trashology
- 2013 : The Deviant One (court métrage)
- 2015 : The Horror Network Vol. 1 (segment The Deviant One)
- 2015 : Preexisting Conditions
- 2016 : Crazy Fat Ethel
- 2020 : Truly, Madly
- 2021 : An Extremely Uncommon Set of Circumstances

### Réalisateur
- 2009 : Smokers Anonymous (court métrage)
- 2010 : Scarefest: Night of the Demons (court métrage)
- 2010 : Sex, Lies, and Melissa (court-métrage)
- 2011 : Kill Cecile (court métrage)
- 2011 : Doll Parts (court métrage)
- 2012 : Theatre of the Deranged (segment Doll Parts)
- 2012 : Trashology
- 2013 : The Deviant One (court métrage)
- 2015 : The Horror Network Vol. 1 (segment The Deviant One)
- 2015 : Preexisting Conditions
- 2016 : Crazy Fat Ethel
- 2020 : Truly, Madly
- 2021 : An Extremely Uncommon Set of Circumstances
- [3]2024: Early Morning Calm
- 2025: Monsters with Pretty Faces
- 2026: Gayly Forward